# Арнольд Гантер
Арнольд Гантер (англ. Arnold Hunter; нар. 15 березня 1979, Фермана, Північна Ірландія) — північноірландський футбольний арбітр. Арбітр ФІФА з 2011.

## Матчі національних збірних
| Дата           | Місце проведення             | Збірні                         | Рахунок | Турнір               | ЖК | YK · YK · RK | RK |
| -------------- | ---------------------------- | ------------------------------ | ------- | -------------------- | -- | ------------ | -- |
| 7 червня 2013  | Єреван, Вірменія             | Вірменія — Мальта              | 0 – 1   | Кваліфікація ЧС 2014 | 4  | 0            | 0  |
| 14 серпня 2013 | Люксембург, Люксембург       | Люксембург — Литва             | 2 – 1   | Товариський матч     | 3  | 0            | 0  |
| 5 березня 2014 | Гібралтар                    | Гібралтар — Естонія            | 0 – 2   | Товариський матч     | 0  | 0            | 0  |
| 7 червня 2015  | Дублін, Ірландія             | Ірландія — Англія              | 0 – 0   | Товариський матч     | 1  | 0            | 0  |
| 14 червня 2015 | Львів, Україна               | Україна — Люксембург           | 3 – 0   | Кваліфікація ЧЄ 2016 | 4  | 0            | 0  |
| 6 вересня 2015 | Зениця, Боснія і Герцеговина | Боснія і Герцеговина — Андорра | 3 – 0   | Кваліфікація ЧЄ 2016 | 5  | 0            | 2  |
| 10 жовтня 2015 | Осло, Норвегія               | Норвегія — Мальта              | 2 – 0   | Кваліфікація ЧЄ 2016 | 1  | 0            | 0  |